# Boule et Bill (série télévisée d'animation, 1975)
Pour les articles homonymes, voir Boule et Bill (homonymie).
Boule et Bill est une série télévisée d'animation belge en 26 épisodes de 6 minutes, adaptée de la bande dessinée Boule et Bill de Jean Roba, diffusée à la RTB lors de sa création en 1975.
Au Québec, des épisodes ont été diffusés à partir de l'automne 1977 dans Bobino, puis dans Bagatelle, et rediffusé à partir du 19 septembre 1983 sur TVJQ. En France, à partir du 4 mars 1981 sur Antenne 2. Il y eut une rediffusion à partir du 13 juillet 1989 dans Youpi, les vacances ! sur La Cinq.

## Synopsis
Cette série est une adaptation de la série de bande dessinée Boule et Bill créée par Jean Roba en 1959.

## Voix françaises
- Marion : Boule
- Georges Pradez : Bill
- Francine Vendel : la mère
- Jacques Aubertin
- Hubert Roman

## Fiche technique
- Nom original : Boule et Bill
- Réalisation : Ray Goossens
- Auteur BD : Jean Roba
- Scénaristes : Jean Roba, Raoul Cauvin, Yvan Delporte
- Musiques : Sadi
- Origine :  Belgique
- Maisons de production : TV Dupuis
- Année de production : 1975
- Première diffusion française : Jeudi 3 janvier 1980 dans Récré A2

## Épisodes
1. Une longue marche
2. Le voleur
3. Le bain
4. Caroline la tortue
5. Le pivert
6. La danse de l'eau
7. Les dégâts d'un après-midi
8. Le raid du caporal
9. Le grand cirque
10. Les sports d'hiver
11. Autant en emporte le vent
12. Cache-cache
13. Bill au zoo
14. Devine qui vient dîner ce soir ?
15. La puce, l'amie du chien
16. Bon chien de chasse de race
17. Duel dans l'ouest
18. La grande course
19. La musique adoucit les mœurs
20. Histoire de rire
21. Le caramel mou
22. La fête de l'école
23. L'appétit vient en changeant
24. Le vase de tante Clotilde
25. La petite fleur
26. La pente fatale